# Stemonuraceae
Classification APG III (2009)
Famille
La famille des Stemonuraceae est une famille de plantes dicotylédones.

## Étymologie
Le nom vient du genre type Stemonurus, composé des mots grecs στήμων  / stimon (latin stāmen), « fil ; étamine », et ουρά /  oura, « queue d’animal », littéralement « étamines en forme de queue ».

## Classification
En classification classique de Cronquist (1981) cette famille n'existe pas.
La classification phylogénétique APG II (2003) et classification phylogénétique APG III (2009) acceptent cette famille. Elle comprend des plantes classiquement assignées à la famille Icacinacées.

## Liste des genres
Selon Angiosperm Phylogeny Website (12 nov. 2015) :
- Cantleya (en) Ridl.
- Codiocarpus (es) R.A.Howard
- Discophora (en) Miers
- Gastrolepis (en) Tiegh.
- Gomphandra (en) Wall. ex Lindl.
- Grisollea (en) Baillon
- Hartleya Sleumer
- Irvingbaileya (sv) R.A.Howard
- Lasianthera P.Beauv.
- Medusanthera (sv) Seem.  GG
- Stemonurus (en) Blume
- Whitmorea (en) Sleumer

Selon NCBI (12 nov. 2015) :
- Discophora
- Gomphandra
- Grisollea
- Irvingbaileya
- Lasianthera
- Medusanthera

Selon ITIS (12 nov. 2015) :
- Stemonurus

## Liste des espèces
Selon NCBI (12 nov. 2015) :
- genre Discophora
  - Discophora guianensis
  - genre Gomphandra
- Gomphandra australiana
- Gomphandra javanica
- Gomphandra mappioides
- Gomphandra quadrifida
- Gomphandra tetrandra
- genre Grisollea
  - Grisollea myrianthea
  - genre Irvingbaileya
  - Irvingbaileya australis
- genre Lasianthera
  - Lasianthera africana
  - genre Medusanthera
- Medusanthera laxiflora